# 凱爾索鎮區 (印地安納州迪爾伯恩縣)
凱爾索鎮區（英語：Kelso Township）是位於美國印地安納州迪爾伯恩縣的一個行政鎮區。

## 地方資料
根據2010年美國人口普查的數據，凱爾索鎮區的面積為66.40平方千米，當中陸地面積為66.30平方千米，而水域面積為0.10平方千米。當地共有人口2341人，而人口密度為每平方千米35.26人。